# Billy Claiborne
Billy Claiborne, född 21 oktober 1860, död 14 november 1882, var en amerikansk brottsling och revolverman. Han deltog i Revolverstriden vid O.K. Corral 1881.